# Mr Boo détective privé
Pour plus de détails, voir Fiche technique et Distribution.
Mr Boo détective privé (半斤八兩, Ban jin ba liang), aussi connu sous le titre The Private Eyes, est une comédie hongkongaise co-écrite et réalisée par Michael Hui, sortie le 16 décembre 1976 à Hong Kong.
Troisième film des frères Hui et considéré comme le meilleur, c'est également le premier à trouver un écho à l'international avec un succès dans toute l'Asie et en particulier au Japon. Pour parvenir à ce résultat, Michael Hui a en effet effacé les aspects les plus typiques de l'humour hongkongais pour recourir davantage à des gags visuels dont la nature est bien plus universelle. Bien qu'il ne soit pas crédité au générique, John Woo a en fait coréalisé le film avec Michael Hui.
Cette comédie se hisse à la première place du box-office hongkongais de 1976 avec plus de 8,5 millions HK$ de recettes. Elle est également le plus grand succès au box-office hongkongais de toute la décennie 1970. Encore peu connu à l'époque, Jackie Chan sert comme cascadeur sur ce film avant de connaître le succès deux ans plus tard en 1978 avec Le Chinois se déchaîne. Sammo Hung est quant à lui chorégraphe des scènes d'action comme sur le premier film des frères Hui, Games Gamblers Play (1974) où il était également acteur.
La bande-originale du film est composée et interprétée par Sam Hui, une habitude pour les films des frères Hui. 
La chanson principale se distingue par l'utilisation du cantonais parlé de la rue, ce qui est nouveau à cette époque.[réf. nécessaire]

## Synopsis
Mr. Boo est un pseudo-détective privé maladroit et prétentieux, pensant être l'un des meilleurs enquêteurs du monde alors qu'il ne s'occupe que de pauvres affaires d'adultères avec son agence de détective Mannix et son assistant Puffy (Ricky Hui) qui est sa tête de turc. Très radin, il s'efforce de résoudre des affaires dont aucune autre agence ne veut en dépensant le moins possible. Lee Kwok-kit (Sam Hui), un expert en kung-fu, travaillant dans une usine Vitasoy (en) et passant son temps libre à faire des enchaînements pour impressionner les filles, se fait licencier et décide alors de devenir détective privé en rejoignant l'agence de Boo qui n'est cependant pas du tout impressionné par les capacités sportives de Lee et le refuse. De sortie, Boo s'aperçoit que son portefeuille a été volé et suspecte un homme l'ayant bousculé, ce qui l'amène à le combattre dans la cuisine en utilisant des saucisses comme nunchaku. Son attaque se retourne cependant contre lui et alors que le voleur présumé s'enfuit, Lee l'intercepte et récupère le portefeuille, ce qui impressionne Wong et le convainc de l'embaucher. En vérité, Boo ne s'était jamais fait voler son portefeuille qui était resté sur lui tout ce temps, ils ont en fait attaqué un passant innocent et lui ont volé son portefeuille.
Le trio travaille ensuite pour satisfaire ses clients dans de nombreuses situations variées. Il est par exemple embauché par une femme pour prendre des photos de son mari avec sa maîtresse pour qu’elle puisse obtenir une réparation financière au tribunal. Plus tard, il est engagé par un propriétaire de supermarché pour déjouer une affaire de vol à l'étalage qui amène à une scène où Lee met son savoir-faire en kung-fu contre les voyous.
Puis une bande de voleur dirigée par Oncle Neuf (Shih Kien) demande une rançon à un magnat du cinéma. Il mène son gang à extorquer des spectateurs dont Boo fait partie et qui se blesse à la jambe en essayant de se défendre. Lee, au milieu de la bagarre, attrape quelques voyous et les bat. Plus tard, la bande part dans un camion de glace que l'un d'entre eux a volé, mais Lee réussit à neutraliser la bande et à la conduire au poste de police. En chemin, Lee ouvre le congélateur pour congeler les voyous. Après les avoir remis à la police, Lee reçoit un prix de bon citoyen et quitte l'agence de Boo pour lancer la sienne. Puffy le rejoint également.
Quelques mois plus tard, Boo, blessé, retourne dans son agence sans assistant et sans clients, tous étant partis à l'agence de Lee, connue sous le nom d'agence de détective Cannon. Lee propose un accord à Boo pour travailler avec lui en ayant une plus grande part des bénéfices. Boo refuse et apprend l'un des enchaînements de kung-fu de Lee qui propose finalement de travailler ensemble avec un partage égal des bénéfices.

## Distribution
- Michael Hui : Mr. Boo
- Sam Hui : Lee Kwok-kit
- Ricky Hui : Puffy
- Shih Kien : Oncle Neuf
- Richard Ng : le policier
- Chu Mu : Mr. Chu
- Angie Chiu : Jackie
- Cheung Wing-fat : le voleur
- Tsang Choh-lam : le poseur de bombe du cinéma
- Huang Ha : le voleur à l'étalage du supermarché